# Брамптон (Онтарио)
Бра́мптон — город в канадской провинции Онтарио. Принадлежит к агломерации Большой Торонто. Население города 593 638 человек по данным переписи населения Канады 2016 года. Брамптон является 9-м по численности населения муниципалитетом в Канаде, и 3-м в Большом Торонто (после Торонто и Миссиссога). В городе расположена администрация района Пил.
Брамптон был основан в 1853 году как поселок с населением 50 человек и взял название от населённого пункта Брамптон в Камбрии, Англия. В 1873 году, после того как население достигло 2 000 человек, Брамптон получил статус города. Брамптон был ранее также известен как «Город цветов» (The Flower City) из-за развитой индустрии выращивания цветов в цветочных питомниках.
Самые крупные секторы экономики сегодняшнего Брамптона это современное производство, управление торговлей и логистикой, информационные и телекоммуникационные технологии, пищевая промышленность.
Иммиграция привела к росту численности населения с 10 000 человек в 1950-х годах до 50 000 человек в 1970-х, затем до 250 000 в начале 1990-х, и почти 600 000 на сегодняшний день.

## История
До 1800-х годов единственным заметным строением на территории современного Брамптона была таверна Уильяма Баффи, находившаяся на пересечении улиц Мэйн-стрит и Куин-стрит (сегодня считающегося центром Брамптона). Вся деловая жизнь Округа Чингакузи (англ. Chinguacousy Township, Ontario) была сосредоточена в таверне Мартина Салисбери, находившейся на расстоянии 1 мили от таверны Баффи. К 1834 г. Джон Эллиотт разбил эту территорию на участки для продажи, и назвал эту местность Брамптон. Название прижилось среди местного населения.
В 1853 г. на углу улиц Мэйн и Куин открылась небольшая сельскохозяйственная ярмарка, основанная только что появившимся Сельскохозяйственным Обществом Графства Пил (англ. County Agricultural Society of the County of Peel). Там продавалось зерно, корнеплоды, молочная и другая продукция. Там же шла торговля лошадьми и другим домашним скотом. Эта ярмарка существует и по сей день и известна как Осенняя Ярмарка Брамптона (англ. Brampton Fall Fair)
В том же году Брамптон получил статус поселка (англ. village).
В 1866 г. в Брамптоне появилась администрация графства Пил а так же суд графства, здание для которого было построено в 1865 — 1866 гг. В 1867 г. позади здания суда было построено трехэтажное здание тюрьмы графства.
Эдвард Дэйл, эмигрант из Доркинг, Англия, построил в Брамптоне цветочный питомник вскоре после своего приезда в 1863 г. Питомник Дэйла стал самым крупным и известным работодателем города. Им была разработана система оценки цветов и начат экспорт продукции. Дымовая труба компании была заметным ориентиром в городе до тех пор, пока Городской Совет Брамптона не разрешил снести ее в 1977 г. Во время своего пика у компании было 140 оранжерей, и это была крупнейшая цветочная компания в Северной Америке, производящая 20 миллионов цветов, и выводящая многочисленные новые сорта роз и орхидей. Это подстегнуло развитие других цветочных питомников в Брамптоне. В какой-то момент в городе действовали 48 питомников с теплицами для выращивания цветов.
В январе 1867 г. графство Пил отделилось от графства Йорк (этот союз существовал с 1851 г). К 1869 г. население Брамптона составляло 1 800 человек.
Федеральный грант, полученный в 1887 г., позволил Брамптону основать свою первую библиотеку, которая получила от Института Механики 360 томов. В 1907 г. библиотека получила грант от Фонда Карнеги, основанного американским сталепромышленным магнатом и филантропом Эндрю Карнеги, на постройку многоцелевого сооружения, включающего новую Библиотеку Брамптона (англ. Brampton Library). Библиотеки Карнеги строились с условием, что местные власти предоставляют грант на такую же сумму, а также берут на себя расходы по эксплуатации.
В 1902 г. сэр Уильям Джеймс Гейдж, владелец Гейдж Паблишинг (издательство, специализирующегося на выпуске школьных учебников), приобрел часть территории поместья — сад и газон площадью 3,25 акра (1,3 гектара) — находящегося на улице Мэйн. Сэр Уильям подарил Брамптону 1,7 акра (0,7 гектара) из этого участка с условием, что там будет разбит общественный парк. Жители города пожертвовали 1 054 доллара и город приобрел дополнительный смежный участок земли, чтобы парк был крупнее. Сегодня этот парк находится в центра Брамптона и называется Гейдж Парк (англ. Gage Park, Brampton).
В 1974 г. Округ Чингакузи и Округ Торонто Гор (англ. Toronto Gore Township, Ontario) были включены в состав Брамптона. Изображение сосны, добавленное в центре флага Брамптона, символизирует Чингакузи, в честь Shinguacose ("Маленькая сосна"), вождя племени Оджибве (народ). После этого объединения началось развитие отдаленных территорий Брамптона, таких как Брамали (Онтарио) (англ. Bramalea, Ontario), Харт Лейк (англ. Heart Lake (Ontario)), Профессорс Лейк (англ. Professor's Lake), Снелгроув (англ. Snelgrove, Ontario), Тулламор (англ. Tullamore, Ontario), Мэйфилд.
В 1963 г. Брамптон основал Цветочный Фестиваль Брамптона, взяв за основу Фестиваль Роз,  проходящий в Портленд (Орегон). Город начал рекламировать себя как Город Цветов (Flower Town of Canada).
Чтобы возродить цветочную тематику и поддержать связь с историей цветочного бизнеса в Брамптоне, в 2002 г. Городской Совет принял Стратегию Города Цветов (Flower City Strategy). Целью стратегии было вдохновить дизайнерские проекты и ландшафтный дизайн общественных пространств чтобы улучшить внешний вид города, применять бережное отношение к окружающей среде, и оберегать культурное и природное наследие. В соответствии с этим подходом городской театр был назван Роза Театр (англ. Rose Theatre Brampton). Также город участвует в национальном конкурсе Цветущие города (англ. Communities in Bloom).

## Климат
| Показатель                      | Янв.  | Фев.  | Март  | Апр.  | Май  | Июнь | Июль | Авг. | Сен. | Окт. | Нояб. | Дек.  | Год   |
| ------------------------------- | ----- | ----- | ----- | ----- | ---- | ---- | ---- | ---- | ---- | ---- | ----- | ----- | ----- |
| Абсолютный максимум, °C         | 17,6  | 17,7  | 26,0  | 31,1  | 34,4 | 36,7 | 37,6 | 38,3 | 36,7 | 31,6 | 25,0  | 20,0  | 38,3  |
| Средний суточный максимум, °C   | −1,5  | −0,4  | 4,6   | 12,2  | 18,8 | 24,2 | 27,1 | 26,0 | 21,6 | 14,3 | 7,6   | 1,4   | 13,0  |
| Средняя температура, °C         | −5,5  | −4,5  | 0,1   | 7,1   | 13,1 | 18,6 | 21,5 | 20,6 | 16,2 | 9,5  | 3,7   | −2,2  | 8,2   |
| Средний суточный минимум, °C    | −9,4  | −8,7  | −4,5  | 1,9   | 7,4  | 13,0 | 15,8 | 15,1 | 10,8 | 4,6  | −0,2  | −5,8  | 3,3   |
| Абсолютный минимум, °C          | −31,3 | −31,1 | −28,9 | −17,2 | −5,6 | 0,6  | 3,9  | 1,1  | −3,9 | −8,3 | −18,3 | −31,1 | −31,3 |
| Источник: climate.weather.gc.ca |       |       |       |       |      |      |      |      |      |      |       |       |       |

## Транспорт
В Миссисоге строится линия лёгкого метро (скоростного трамвая) Hurontario LRT, которая должна соединить её с Брамптоном. Строительство планируется к завершению в 2014 г.